# Niesiołów-Towarzystwo
Niesiołów-Towarzystwo – część wsi Huta Chodecka w Polsce, położona w województwie kujawsko-pomorskim, w powiecie włocławskim, w gminie Chodecz.
W latach 1975–1998 Niesiołów-Towarzystwo administracyjnie należało do województwa włocławskiego.